# Andreas Gehrman
Georg Andreas (Anders) Gehrman, född 15 oktober 1806 i Köpenhamn, död 2 maj 1876 i Stockholm, var en svensk cellist av dansk börd.

## Biografi
Andreas Gehrman föddes 15 oktober 1806 i Köpenhamn. Gehrman kom till Sverige i slutet av 1820-talet. Han var anställd som cellist i Kungliga Hovkapellet från 1 juli 1827 till 1 juli 1838 och 1 augusti 1849 till 1 augusti 1851. Sedermera vistades han i Ryssland och Finland till 1867, då han förordnades till lärare i cellospel vid Stockholms musikkonservatorium.
Gehrman ansågs vara Sveriges främste cellist och bildade tillsammans med Johan Fredrik Berwald, Peter Elvers, Edmund Passy, Andreas Randel, med flera uppskattade kammarmusikensembler. Han invaldes som ledamot av Kungliga Musikaliska Akademien den 22 januari 1869.
Gehrman gifte sig 9 juni 1826 med Wilhelmina Thinte och efter dennas död med Theresa Gustava Gehrman. Han var far till hovfotografen Thorvald Gehrman (1855–1946) och farfar till Carl Gehrman (1867–1946), grundare av Gehrmans musikförlag.